# Takashi Matsuhashi
Takashi Matsuhashi (jap. 松橋 高司 Matsuhashi Takashi; * 26. Oktober 1932 in Myokokogen) ist ein ehemaliger japanischer Skilangläufer.
Matsuhashi belegte  bei den Nordischen Skiweltmeisterschaften 1958 in Lahti den 41. Platz über 30 km, den 37. Rang über 50 km und den 36. Platz über 15 km. Bei seiner einzigen Teilnahme an Olympischen Winterspielen im Februar 1960 in Squaw Valley lief er auf den 40. Platz über 15 km, auf den 35. Rang über 30 km und zusammen mit Kazuo Satō, Eiji Kurita und Akemi Taniguchi auf den zehnten Platz in der Staffel. Letztmals international startete er bei den Nordischen Skiweltmeisterschaften 1962 in Zakopane. Dort lief er auf den 29. Platz über 30 km, auf den 27. Rang über 15 km und auf den zehnten Platz in der Staffel. Zudem gewann er im Jahr 1962 das Flyktningerennet über 44 km. Bei japanischen Meisterschaften siegte er zweimal über 15 km (1954, 1959) und einmal über 50 km (1957).